# André Burton
André Burton (1946-1995) est un acteur, auteur, compositeur et interprète belge.

## Biographie
André Joseph Ghislain Burton est né à Nivelles en Belgique, le 28 avril 1946. Il a mené de front une carrière de comédien et de compositeur interprète. 
Né d'une mère originaire de Crimée et d'un père joueur de banjo et comédien amateur, André Burton a été acteur de théâtre et de cinéma,, metteur en scène, professeur de théâtre à l'Institut des arts de diffusion (IAD, Louvain-la-Neuve, Belgique), interprète de Samuel Beckett dans la cour d'honneur du Palais des papes avec Rufus et Georges Wilson sous la direction  d'Otomar Krejka, il a aussi joué Molière et Feydeau, Carlo Gozzi, Shakespeare sur de grandes scènes avec des interprètes et des metteurs en scène prestigieux tels Julien Bertheau, Albert-André Lheureux, Philippe Caubère - qui lui a rendu hommage dans ses spectacles, en particulier dans le Casino de Namur créé en 2017 -, Armand Delcampe, Michel Bouquet, Jérôme Savary…
La comédie musicale King Singer a reçu le grand prix de la Critique des Variétés 1977 et s'est jouée à Bruxelles une saison entière.
Il a pratiqué le blues, le jazz, le rock avec un grand amour des poètes, des écrivains, des chanteurs français qui l'a mené à composer pour le théâtre, la comédie musicale et bien sûr l'enregistrement de disques et des tournées de concerts. Ses disques sont des 33 tours et des 45 tours, sauf le dernier, Le grand balayeur, disponible en CD ainsi que sur Deezer.
André Burton est décédé des suites d'un cancer le 25 septembre 1995 à Férolles-Attilly en France.

### Formation
Interprétation Institut des arts de diffusion (IAD, Louvain-la-Neuve, Belgique), où il a ensuite été professeur.

## Théâtre

### Rôle principaux
- 1967 : L'Oiseau vert[20] de Carlo Gozzi, mise en scène Pierre Laroche, Théâtre du Rideau de Bruxelles et expo Montréal
- Richard III de Shakespeare, mise en scène Julien Bertheau, Festival de Sarlat
- 1968 : La dame de chez Maxim[21] de Georges Feydeau, mise en scène Jean-Pierre REY, Théâtre des Galeries Bruxelles
- 1971 : La Flemme[22], mise en scène Maurice Vaneau, Théâtre national de Belgique
- Don Juan de Molière, rôle de Sganarelle, mise en scène Monheim, Sterckx, Frison, Burton, Théâtre de l'Esprit Frappeur[9] Bruxelles
- 1975 : Dola Monna[23] Michel Huisman, Eve Bonfanti, Théâtre des Carmes Festival d'Avignon
- Voyage à Delft de Pierre Sterckx et Th. Smolderen, rôle de Vermeer, Théâtre de la Balançoire et Palais des Beaux-Arts Bruxelles
- 1975 : King Singer Comédie musicale de Richard Olivier et André Burton, mise en scène Albert-André Lheureux, Théâtre de l'esprit Frappeur[9] et Théâtre du Jardin Botanique (pendant deux saisons)
- 1977 : Noa et moi[24] monologue poétique écrit avec Pierre Sterckx, Théâtre de l'Eprit Frappeur[9] (plus de sept mois)
- 1979 : En attendant Godot[25] de Samuel Beckett, mise en scène Otomar Krejca, rôle de Lucky avec Michel Bouquet, Georges Wilson et Rufus, Cour d'Honneur Festival d'Avignon[26], Théâtre des Bouffes du Nord Paris, Théâtre de l'Atelier Paris
- 1979 : Lorenzaccio[27] de Alfred de Musset, mise en scène Otomar Krejca, rôle de Scoronconcollo avec Philippe Caubère, Cour d'Honneur Festival d'Avignon
- 1983 : Six personnages en quête d'auteur[28] de Luigi Pirandello, rôle du directeur, mise en scène Armand Delcampe, Atelier théâtre Jean Vilar Louvain-la-Neuve[7]
- 1983 : Mort accidentelle d'un anarchiste[29] de Dario Fo, rôle de l'anarchiste, musique et mise en scène pour les 20 ans du Théâtre de l'Esprit Frappeur, Théâtre chapiteau Arts et Métiers Bruxelles
- 1985 : Hot House[30] de Harold Pinter, mise en scène de Robert Dhéry, création en langue française, rôle de Tubb, avec Michel Bouquet, Théâtre de l'Atelier Paris
- 1987 : Le malade imaginaire[31] de Molière, mise en scène Pierre Boutron, rôle de Diafoirus père, avec Michel Bouquet, théâtre des Célestins Lyon, théâtre de l'Atelier Paris, Théâtre Hébertot Paris (plus de 300 représentations)
- Astérix d'après Albert Uderzo, mise en scène Jérôme Savary, rôle de Caius Bonus chef des Romains, cirque d'hiver de Paris
- 1989 : Le bourgeois gentilhomme[32] de Molière, mise en scène de Jérôme Savary, rôles du maître de musique et de Monsieur Jourdain[12], Théâtre National de Chaillot Paris
- 1990 : Chanson de geste d'un samouraï fou[33] de André Burton[14], création au Théâtre du Résidence Palace Bruxelles[34]
- 1991 : Loire[35] de André Obey, mise en scène Jean-Paul Lucet, Théâtre des Célestins Lyon
- Chanteclerc de Edmond Rostand, mise en scène Jean-Paul Lucet, Théâtre antique de Fourvière Lyon
- Hôtel du libre échange de Feydeau au Théâtre de la Michodière

## Musique

### Musiques et mises en scène pour le théâtre
- Musique de La Flemme[22], Théâtre National de Belgique
- Futopie[36], comédie musicale, mise en scène de Henry Chanal, disque 33 tours RCA[37], Théâtre 140, Théâtre de l'Alliance, Bruxelles[38]
- Musique avec Ralph Darbo de Mademoiselle Jaïre de Michel de Ghelderode, mise en scène de Henry Chanal, Théâtre du Rideau de Bruxelles, saison 68-69
- Musique et mise en scène de La serrure[39] de Jean Tardieu
- Musique de La Baye de Philippe Adrien, Théâtre du Parvis, saison 71-72
- Musique et mise en scène de Passion, poison et pétrification[40] de Georges Bernard Shaw, Théâtre de l'Esprit Frappeur[9]
- Musique de Un hippopotame si sympathique de Richard Olivier, mise en scène Albert André Lheureux, Théâtre de l'Esprit Frappeur[9]
- Musique et mise en scène de Pour cent briques t'as plus rien aujourd'hui[41] de Didier Kaminka, Théâtre Molière Bruxelles
- Musique de la comédie musicale King Singer, grand prix de la critique des variétés 1977, Théâtre de l'Esprit Frappeur[9], Théâtre du Jardin Botanique
- Musique de Noa et moi[24], Théâtre de l'Esprit Frappeur[9]
- Mise en scène de Hortense ta pétillance de Evelyne Wilwerth, Centre Culturel Jacques Franck, 1980
- Musique de Six personnages en quête d'auteur[28] de Luigi Pirandello, Atelier théâtre Jean Vilar Louvain-la-Neuve[7], tournée en France
- Musique de Chanson de geste d'un samouraï fou[33], Théâtre du Résidence Palace Bruxelles[34]

### Musique pour enfants
Les plus jouées : 
- L'île au Dragon, Théâtre du Tournesol
- L'hypnotiseur de poules
- L'homme aux cheveux verts, Théâtre de l'Enfance
- Musique de la série animée TV Cerise et Hippie Disque Hebra Records
- Terrien, mets tes lunettes, Festival Théâtre pour enfants, Woluwe-Saint-Pierre, 1976

### Écritures pour le théâtre
- Ses rêves ensemble comédie antibiotique, café-théâtre La Charrue, Bruxelles, 1971
- Pnoumoune sketches, monologues, chansons, Hôtellerie de la Forge, Baulers, 1974
- Pudding comédie antibiotique, Théâtre de l'Etuve Liège, Festival de Stavelot
- Noa et moi avec Pierre Sterckx, Théâtre de l'Esprit Frappeur[9], Cour des miracles Paris, pièce traduite en flamand par Alex Willequet sous le titre Hélène and Ik
- Vois je voyage monologue poétique et musical, café théâtre La vieille Grille, Paris
- Chanson de geste d'un samouraï fou Théâtre du Résidence Palace, Bruxelles

### Spectacles musicaux
- Strip triste
- L'homme est-il bon ? d'après Moebius et Jacq London en collaboration avec Pierre Sterckx
- L'entrepreneur d'enthousiasme

### Inachevé
- Sax (Sax shop) opéra jazz sur Adolphe Sax écrit avec Pierre Sterckx et Thierry Smolderen

## Auteur, compositeur, interprète

### Tours de chant
- Festival de Spa
- Festival de Bourges
- Antibes
- Ancienne Belgique
- Théâtre 140
- Paris
- Tournées Zaïre, Tunisie, Allemagne

### Discographie
- 1971 : Single Les Comanches[42], Ping-pong[43]
- 1978 : 33 tours Visiblement tu n'es plus là RCA
- 1980 : 33 tours Pas le temps de ramasser les blessés EMI-Pathé Marconi
- Plusieurs 45 tours
- 1982 : 45 tours Yéyé yesterday[44] Pathé / EMI
- 1982 : 45 tours Vois, je voyage Pathé / EMI
- 1994 : CD Le grand balayeur[45] Igloo Records[46]
- Chansons pour Nicole Croisille et Plastic Bertrand (Téléphone à téléphone mon bijou)

## Télévision
- Le scoop réalisation Jean-Louis Colman R.T.B.F.
- De bric et de broc avec Julos Beaucarne R.T.B.F.
- Cassonade avec Francis Blanche
- Série Maguy Antenne 2
- Bonjour Maître réalisation Denis de la Patellière Antenne 2
- Musique de la série télévisée pour les jeunes Les voyages de Gulliver R.T.B.F.
- Visage de femme de Daniel Moosman Antenne 2

## Cinéma
- Over (Ras le bol), long métrage de Michel Huisman, interprétation et musique du film. Chanson interprétée par les Troubadours, disque C.B.S.
- Musique de Drag Opéra moyen métrage de Benoit Lamy

Rôles dans : 
- 1970 : Y en marre des bananes[47] de Richard Olivier
- 1971 : Des moutons il y en a tant et tant[48] de Richard Olivier
- 1975 : Le Mâle du siècle de Claude Berri
- 1988 : Chouans ![49] de Philippe de Broca[50]
- 1988 : La Couleur du vent[51],[52] de Pierre Granier-Deferre[53]

## Écritures
- Les manuscrits d'André Burton sont consultables aux AML (Archives et Musée de la Littérature en Belgique)[54]

## Documentaire, livres citant André Burton
- Un tatar à Paris, documentaire sur André Burton dans la série Strip Tease l'émission, réalisé par René-Philippe Dawant[55]
- Livre Dictionnaire de la chanson en Wallonie et à Bruxelles de Robert Wangermée[56]
- Livre de Lucien Rioux 50 ans de chanson française, éditions de l'Archipel[57]
- Livre Arts du spectacle en Belgique, annuaire 68-71, Cahiers Théâtre Louvain[58]
- Livre d'Anne-Marie de Winter et Bernard Marlière, Editions Paul Legrain, Ces Belges qui nous font rire[59]
- Livre de Claude Dejacques Piégée, la chanson... ?, Éditions Entente[60]
- Livre de Thierry Denoël Le nouveau Dictionnaire des Belges[61], Éditions Le Cri / Legrain / RTBF, 1992